# Aeroportul Internațional Seattle – Tacoma
Aeroportul Internațional Seattle – Tacoma (IATA: SEA, ICAO: KSEA, FAA LID: SEA), de asemenea, denumit Sea–Tac Airport sau Sea–Tac (/ˈsiːtæk/), este principalul aeroport comercial care deservește zona metropolitană Seattle din statul american Washington. Este situat în orașul SeaTac, la aproximativ 14 mile (23 km) sud de Downtown Seattle și la 18 mile (29 km) nord-nord-est de Downtown Tacoma. Aeroportul, cel mai mare din regiunea Pacific Nord-Vest din America de Nord, este situat între Portland, Oregon și Vancouver, Columbia Britanică, și deținut de Portul Seattle.
Aeroportul are zboruri către orașe din America de Nord, Europa, Orientul Mijlociu și Asia. Este principalul hub pentru Alaska Airlines, al cărui sediu se află în apropierea aeroportului. De asemenea, este un hub și o poartă internațională pentru Asia pentru Delta Air Lines, care s-a extins pe aeroport din 2011. Treizeci și patru de companii aeriene servesc 91 de destinații non-stop interne și 28 de destinații internaționale.

## Legături externe
- Site web oficial at Port of Seattle website
- Seattle–Tacoma International Airport at WSDOT Aviation
- HistoryLink.org Online Encyclopedia of Washington State History – Detailed articles on the history of the airport
- FAA Airport Diagram (PDF), effective martie 20, 2025
- FAA Terminal Procedures for SEA, effective martie 20, 2025
- Resurse pentru acest aeroport:
  - AirNav informații aeroport pentru KSEA
  - ASN istoric de accidente pentru SEA
  - FlightAware informații aeroport și tracker de zbor în direct
  - NOAA/NWS observații meteo: current, past three days
  - SkyVector diagrama aeronautică pentru KSEA
  - FAA current SEA informații de întârziere
  - OpenNav airspace and charts for KSEA
- Seattle–Tacoma Airport Car Rentals